# Залісся (зупинний пункт, Південно-Західна залізниця)
Залісся — пасажирський залізничний  зупинний пункт на лінії Старокостянтинів I — Варшиця між станціями Новодубрівка та Адампіль. Розташований біля села Залісся Хмельницького району Хмельницької області.

## Пасажирське сполучення
Приміське сполучення здійснювалися поїздами сполученням Хмельницький — Вінниця. З 18 березня 2020 року рух приміських поїздів припинено і досі не відновлено.